# Юрки
Юрки́ — село в Україні, у Козельщинській селищній громаді Кременчуцького району Полтавської області. Населення становить 239 осіб. До 2017 орган місцевого самоврядування — Хорішківська сільська рада.

## Географія
Село Юрки знаходиться на лівому березі річки Псел, вище за течією на відстані 1,5 км розташоване село Хорішки, нижче за течією на відстані 2 км розташоване село Нижня Мануйлівка, на протилежному березі - село Приліпка.

## Історія
12 червня 2020 року, відповідно до розпорядження Кабінету Міністрів України № 721-р «Про визначення адміністративних центрів та затвердження територій територіальних громад Полтавської області», село увійшло до складу Козельщинської селищної громади.
19 липня 2020 року, в результаті адміністративно - територіальної реформи та ліквідації Козельщинського району, село увійшло до складу новоутвореного Кременчуцького району.

## Економіка
- Молочно-товарна ферма.

## Об'єкти соціальної сфери
- Будинок культури.

## Відомі люди
- Народився Миленький Іван Андрійович — Герой Радянського Союзу (1945).[3]
- Народився Протопопов Віктор Павлович (1880—1957) — український психіатр, академік АН УРСР (з 1945), заслужений діяч науки УРСР (з 1934).
- Народився український письменник Андрій Головко (1897—1972). У грудні 1977 на місці його хати відкрито пам'ятний знак.
- Народився Луценко Василь Васильович (8.08.1953 —) — герой праці.
- Народився Віктор Іванович Гладкий (1925—1990) — герой праці, Міністр, депутат (Туркменістан).
- Гладкий Сергій Вікторович (1995—2017) — молодший сержант Збройних сил України, учасник російсько-української війни.

## Пам'ятні місця

Пам'ятник Андрію Головку в селі Юрки

На околиці села є неолітичне поселення. На південь та південний-схід від села збереглися залишки 6 курганів заввишки 4-5 м, один із них носить назву Гостра Могила.